# Karlen
Karlen med Karlhäran är en ö i Åland (Finland). Den ligger i Skärgårdshavet och i kommunen Kökar i landskapet Åland, i den sydvästra delen av landet. Ön ligger omkring 64 kilometer öster om Mariehamn och omkring 220 kilometer väster om Helsingfors.
Öns area är 30,4 hektar och dess största längd är 0,9 kilometer i nord-sydlig riktning.

## Delöar och uddar
- Karlen 59°55′56″N 21°03′02″Ö / 59.93236°N 21.05056°Ö
- Karlhäran 59°55′43″N 21°02′48″Ö / 59.92862°N 21.04662°Ö